# Taxi, s'il vous plaît
Taxi, s'il vous plaît (titre original : The Yellow Cab Man) est un film américain réalisé par Jack Donohue et sorti en 1950.

## Synopsis
L'inventeur de lunettes incassables attire l'attention d'hommes d'affaires, mais aussi de gangsters.

## Fiche technique
- Titre : Taxi, s'il vous plaît
- Titre original : The Yellow Cab Man
- Réalisation : Jack Donohue
- Scénario : Albert Beich, Devery Freeman
- Lieu de tournage : Metro-Goldwyn-Mayer Studios
- Producteur : Richard Goldstone
- Musique : Scott Bradley
- Image : Harry Stradling Sr.
- Type : comédie
- Montage : Albert Akst
- Durée : 85 minutes
- Dates de sortie :
  - États-Unis : 25 mars 1950
  - France : 3 août 1951

## Distribution
- Red Skelton : Augustus 'Red' Pirdy
- Gloria DeHaven : Ellen Goodrich
- Walter Slezak : Dr. Byron Dokstedder
- Edward Arnold : Martin Creavy
- James Gleason : Mickey Corkins
- Jay C. Flippen : Hugo
- Paul Harvey : Pearson Hendricks
- Herbert Anderson : Willis Tomlin
- Charles Wagenheim : un ivrogne